# Szalkszentmárton
Szalkszentmárton è un comune dell'Ungheria di 3 016 abitanti (dati 2005). È situato nella contea di Bács-Kiskun.